# دينة كبود (شمس أباد)
دینة کبود (بالفارسية: دینه کبود) هي قرية تقع في إيران في مركزي. يقدر عدد سكانها بـ 301 نسمة بحسب إحصاء 2016.